# 柏林地理學會
柏林地理學會（德語：Gesellschaft für Erdkunde zu Berlin）是德國的一家地理學系學會，創建於1828年，是世界上歷史第二長的地理學學會。柏林地理學會由當時世界上最重要的數位地理學家創建，創建人卡爾·李特爾和亞歷山大·馮·洪堡均被認為也是現代科學地理學的奠基人。現在學會的宗旨仍然是促進地理學知識的交流和傳播。自1853年以來，學會就一直出版學術雜誌Die Erde （地球）。學會也贊助年輕科學家。

## 外部連結
- Gesellschaft für Erdkunde zu Berlin website （页面存档备份，存于）